# Josef Kalchegger von Kalchberg

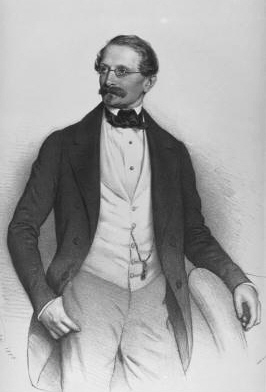
Josef Kalchegger von Kalchberg

Josef Abund Franz Xaver Kalchegger von Kalchberg (seit 1857 Freiherr von) (* 27. März 1801 in Graz; † 27. April 1882 ebenda) war ein österreichischer Verwaltungsjurist und Politiker.

## Familie
Kalchegger von Kalchberg war der Sohn des Gutsbesitzers Franz Ritter von Kalchberg († 1824). Franz Kalchegger von Kalchberg war sein Bruder. Er war Neffe des Dichters Johann Ritter von Kalchberg und Vetter des Theresien-Ordenritters Wilhelm von Kalchberg. Er war katholischer Konfession und heiratete 1835.

## Leben
Von 1817 bis 1821 studierte er Philosophie und Rechtswissenschaft an der Universität Graz. Zwischen 1824 und 1826 studierte er Rechtswissenschaft an der Universität Wien, wo er 1826 zum Dr. jur. promoviert wurde.
Er war von 1821 bis 1824 Lehrer und Erzieher im Institut für adelige Jünglinge in Plankenberg und von 1824 bis 1826 Hauslehrer in Wien. Zwischen 1826 und 1827 arbeitete er als Supplent für Österreichisches Zivilrecht, von 1827 bis 1828 als Adjunkt der Lehrkanzel für Staatswissenschaften in Wien und von 1828 bis 1835 als Präfekt des Ritter von Mannagetta'schen Konvikts in Wien. Zwischen 1835 und 1839 lehrte er als Professor für Staatswissenschaften an der Theresianischen Ritterakademie und war Privatlehrer der Erzherzöge Albrecht und Carl Ferdinand in Wien. Von 1839 bis Juli 1849 wirkte er als Güterdirektor für die Besitzungen des Erzherzogs Karl in Österreichisch-Schlesien, Westgalizien und Mähren in Teschen (seit 1839 mit dem Titel Kaiserlicher Rat)
Im Juli 1849 wurde er Ministerialrat im österreichischen Ministerium des Innern in Wien. Zwischen Dezember 1849 und 1853 war er Statthalter des Herzogtums Österreichisch-Schlesien in Troppau, wo er auch Präsident der Grundentlastungs-Landeskommission für Österreichisch-Schlesien war. Danach war er von 1853 bis 1859 Vizepräsident der Statthalterei des Königreichs Galizien in Lemberg, von 1853 bis 1855 auch Präsident der Grundentlastungskommission für Galizien. 1859 wurde er pensioniert.
Ab 1860 gehörte er dem Verwaltungsrat der österreichischen Kreditanstalt (bis 1861) sowie mehrerer privater Unternehmen und Eisenbahngesellschaften an. Von 1861 bis 1863 war er Sektionschef im österreichischen Handelsministerium und von 1863 bis 1865 Leiter des österreichischen Handelsministeriums in Wien (ab 1864 mit dem Titel Wirklicher Geheimer Rat).
Von 1865 bis zu seinem Tod 1882 lebte er im Ruhestand, zunächst in Wien, seit 1875 in Graz.

## Politik
Vom 31. Mai 1848 bis zum 22. August 1848 (sein Nachfolger wurde Johann Demel) vertrat er den Wahlkreis Österreichisch-Schlesien (Teschen, Teschen) in der Frankfurter Nationalversammlung. Im Parlament blieb er fraktionslos. Er war ab dem 5. Juni 1848 Mitglied und stellvertretender Vorsitzender des Ausschusses zur Begutachtung der österreichisch-slavischen Frage.
In den Jahren 1861 bis 1864 war er Abgeordneter im Haus der Abgeordneten des Österreichischen Reichsrats (gewählt vom Österreichisch-Schlesischen Landtag). Zwischen 1861 und 1865 war er gleichzeitig Abgeordneter im Niederösterreichischen Landtag und im Österreichisch-Schlesischen Landtag. Dem Schlesischen Landtag stand er von 1861 bis 1863 als Präsident vor. 1863 war er auch Gemeinderat in Wien und Mitglied mehrerer landwirtschaftlicher und wissenschaftlicher Vereine.

## Auszeichnungen
- Kaiserlicher Rat (1839)
- Wirklicher Geheimer Rat (1864)
- Orden der eisernen Krone 2. Klasse (1857)
- Erhebung in den Freiherrenstand (1857)
- Großkreuz des Franz-Joseph-Ordens (1865)
- Ehrenbürger der Städte Troppau und Lemberg

## Werke
Er war Verfasser mehrerer politischer und juristischer Schriften u. a.
- „Kleine Beiträge zu großen Fragen in Österreich“, Leipzig 1860
- „Mein politisches Glaubensbekenntnis in Gedenkblättern aus einer achtzigjährigen Pilgerfahrt“, Leipzig 1881, Autobiografie